# Sanna Solberg
Sanna Charlotte Solberg-Isaksen (ur. 16 czerwca 1990 w Bærum) – norweska piłkarka ręczna, reprezentantka kraju, grająca na pozycji lewoskrzydłowej. Podczas Mistrzostw Świata U20 została wybrana do drużyny gwiazd. Obecnie występuje w Duńskim Team Esbjerg.
W drużynie narodowej zadebiutowała 21 września 2010 roku w towarzyskim meczu przeciwko reprezentacji Rumunii, gdzie zdobyła jedną bramkę a jej drużyna przegrała 20:21.
Jej siostra bliźniaczka Silje również jest piłkarką ręczną. Od początku kariery aż do 2014 roku obie zawsze grały w jednej drużynie.

## Osiągnięcia reprezentacyjne

### Juniorskie
- Mistrzostwa Europy U19:
  -  2009
- Mistrzostwa Świata U20:
  -  2010

### Seniorskie
- Igrzyska Olimpijskie:
  -  2016
- Mistrzostwa Świata:
  -  2015
  -  2017
- Mistrzostwa Europy:
  -  2014, 2016, 2020

## Osiągnięcia klubowe
- Mistrzostwa Norwegii:
  -  2015, 2016, 2017
- Puchar Norwegii:
  -  2015, 2016, 2017
- Liga Mistrzyń:
  -  2015

## Nagrody indywidualne
- 2010 – najlepsza lewoskrzydłowa Mistrzostw Świata U20 (Korea)